# ホブスンの婿選び
『ホブスンの婿選び』（ホブスンのむこえらび、原題: Hobson's Choice）は、デヴィッド・リーン監督・脚本・製作による1954年のイギリスの映画である。ハロルド・ブリッグハウスによる同名の戯曲（日本でも『ホブソン（ホブスン）の婿選び』として上演されることがある）を原作としている。
第4回ベルリン国際映画祭で金熊賞を受賞した。

## 題名について
原題の Hobson's Choice（ホブスンの選択）とは、「どうしようもない選択」という意味の慣用句である。トマス・ホブスンという貸馬屋が、客の好みに関係なく、順番に馬を貸したという伝え話に由来する。

## ストーリー
ホブスン靴店はマンチェスターにほど近いサルフォードの町にある。3人の娘を抱えたやもめのホブスンは、暇さえあればムーンレイカー亭で酒を飲んだくれる。長女マギーは店の経営をしているうちに、婚期をすぎていた。次女アリスにはアルバートという弁護士、三女ヴィッキーには禁酒運動の急先峰の息子フレディという恋人がいる。ホブスンが（当時の習慣で）持参金の500ポンドを出しそうもないので、結婚はおぼつかなかった。
マギーは、有能な職人ウィリーと結婚すると言い出す。断固反対するホブスンを無視して、2人はオールドフィールド通りにモソップ靴店を開業する。ホブスンの店はたちまち左前になる。やけ酒がつのり、マギーたちの結婚式の前の晩、泥酔して禁酒運動の総本山ビーンストック商会の穀物倉で寝込んでしまうホブスン。フレディから知らされたマギーは、フレディを原告に仕立て、父親を家宅侵入罪ならびに損傷罪で告訴すると威す。そして、アルバート弁護士と原告と父親の間で示談にすませる芝居を打って、アリスとヴィッキーの持参金をせしめてしまう。
1年後、モソップ靴店の大繁昌にひきかえ、ホブスンの店は破産寸前である。一人ぼっちでアル中になり、ホブスンはマギーとウィリーに帰って来るよう懇願する。ウィリーはこれ幸いと店をモソップ・ホブスンとして共同経営することに成功、頑固親父もどうすることもできなかった。

## キャスト
- チャールズ・ロートン - ヘンリー・ホレイショ・ホブスン（吹替：藤岡琢也）
- ジョン・ミルズ - ウィリー・モソップ
- ブレンダ・デ・バンジー（英語版） - マギー・ホブスン
- ダフネ・アンダーソン（英語版） - アリス・ホブスン
- プルネラ・スケイルズ（英語版） - ヴィッキー・ホブスン
- リチャード・ワティス（英語版） - アルバート・プロッサー
- デレク・ブロムフィールド（英語版） - フレディ・ビーンストック
- ヘレン・ヘイ（英語版） - ヘップワース夫人
- ジャック・ハワース（英語版） - トビー・ワドロー
- ジョゼフ・トメルティー（英語版） - ジム・ヒーラー
- ジュリアン・ミッチェル（英語版） - サム・ミンズ
- ギブ・マクラフリン（英語版） - タッズベリー
- フィリップ・ステイントン（英語版） - デントン
- ジョン・ローリー（英語版） - マクファーレン先生
- ドロシー・ゴードン（英語版） - エイダ・フィギンズ

## 受賞・ノミネート
| 賞                 | 部門       | 候補                                                           | 結果       |
| ------------------ | ---------- | -------------------------------------------------------------- | ---------- |
| ベルリン国際映画祭 | 金熊賞     | デヴィッド・リーン                                             | 受賞       |
| 英国アカデミー賞   | 作品賞     |                                                                | ノミネート |
| 英国アカデミー賞   | 英国作品賞 |                                                                | 受賞       |
| 英国アカデミー賞   | 英国男優賞 | ジョン・ミルズ                                                 | ノミネート |
| 英国アカデミー賞   | 英国女優賞 | ブレンダ・デ・バンジー                                         | ノミネート |
| 英国アカデミー賞   | 脚本賞     | デヴィッド・リーン ノーマン・スペンサー ウィンヤード・ブラウン | ノミネート |